# Каирская мышь
Каирская мышь (Acomys cahirinus) — вид грызунов семейства мышиных.
Впервые вид был описан Этьенном Жоффруа Сент-Илером в 1803 году  у города Каир. Позже вид описывался различными учёными и получил много других названий, которые на сегодня являются его синонимами.
Каирская мышь крупнее и тяжелее, чем домовая мышь. У неё большие уши и глаза, заострённая мордочка, длинный, чешуйчатый хвост и колючковидные волоски на спине. Длина тела от 7,5 до 13,8 см, длина хвоста от 8,5 до 13,8 см, вес 21—64 грамма. Окраска шерсти красновато-бурая. Брюхо белое, основание ушей, тонкая полоса под глазом и верхняя сторона ног тоже белые.
Населяет северо-восточную Африку, а именно Ливию и Египет (Osborn and Helmy, 1980), включая Синайский полуостров (Saleh and Basuony, 1998), северный Судан, Эфиопию (хромосомная идентификация; Sokolov et al., 1992, 1993) и Джибути (Pearch et al., 2001).
Проживает в норах в горных и пустынных регионах. Активна днём, преимущественно утром и вечером. Хорошо карабкается. Всеядна, питается семенами, пустынными растениями, улитками и насекомыми.